# دولويتش هاملت
نادي دولويتش هامليت لكرة القدم هو نادي كرة قدم في جنوب لندن، إنجلترا. ينضم النادي حاليًا لأعضاء في البطولة الوطنية الجنوبية، National League South ، من المستوى السادس لكرة القدم الإنجليزية، ويلعبون في بطولة الهيل (Champion Hill).

## طالع
- ناهيم خادي جينيور: مساعد مسير.